# Migajón artístico
El migajón artístico, también conocido como porcelana fría, porcelanicróm, porcelanicrón o pasta flexible, es una técnica artística que consiste en la fabricación de una masa flexible o moldeable, la cual se utiliza para hacer diversas figuras. El migajón artístico tiene como origen de su nombre el material que anteriormente se utilizaba como masa moldeable, el cual era la miga de pan. El migajón artístico se divide en dos ramas: el escultórico y el de naturaleza muerta.

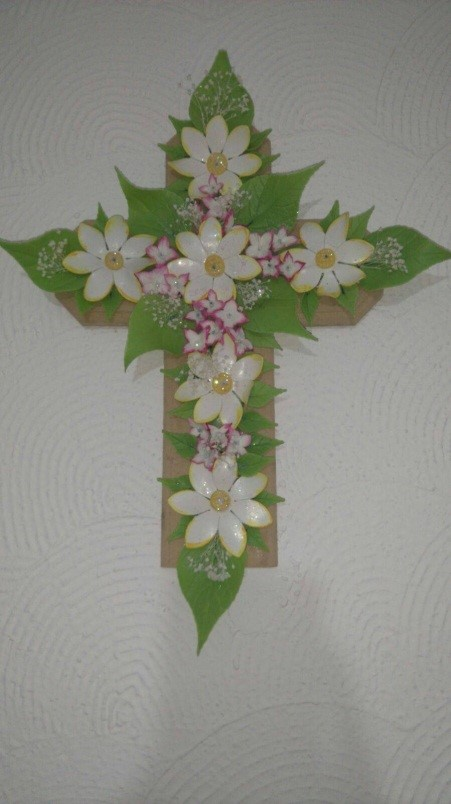
Ejemplo de migajón de naturaleza muerta.

## Migajón de naturaleza muerta
El migajón de naturaleza muerta consiste en la realización de figuras que tengan que ver con la utilización de flores y de sus partes (como las hojas). Un ejemplo de lo anterior es la fabricación de está cruz en la cual se utilizaron como flores principales las margaritas y como relleno las hojas y flores más pequeñas. Usualmente este tipo de trabajos se realizan mediante un soporte de madera para darle forma con las flores. Otro ejemplo de lo anterior sería una canasta o un ramo de flores.

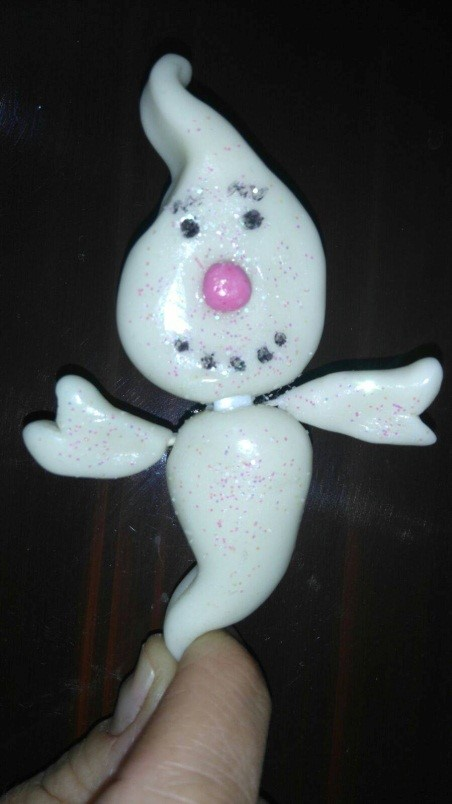
Ejemplo de migajón escultórico.

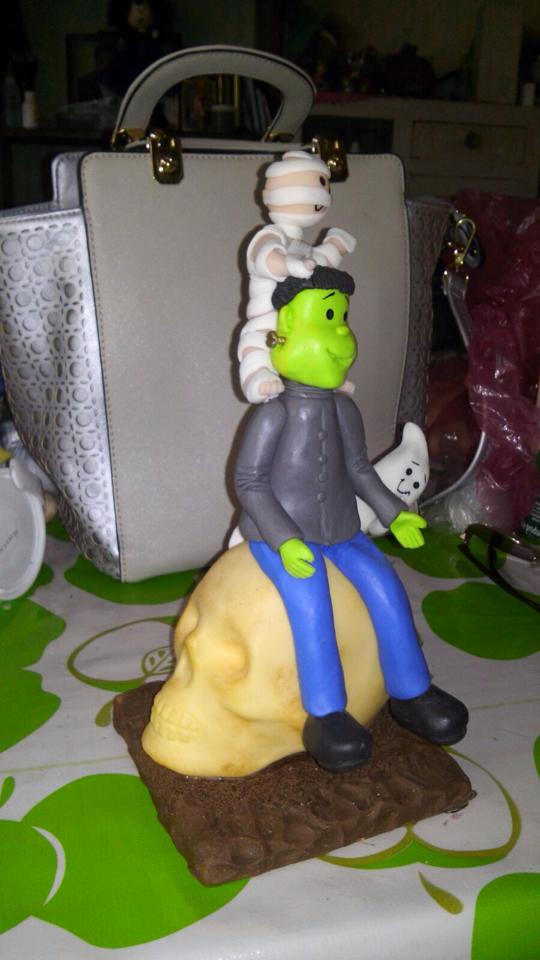
Ejemplo de migajón escultórico.

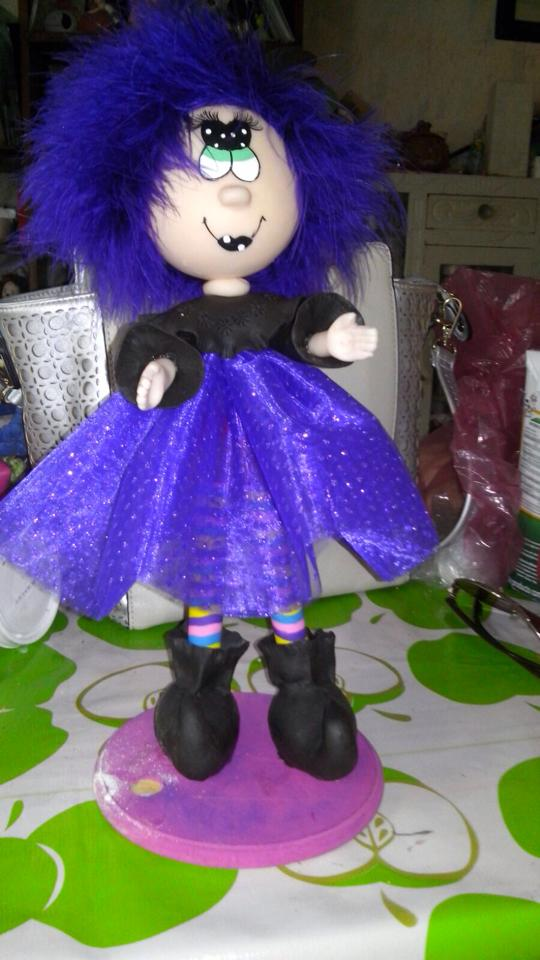
Ejemplo de migajón escultórico

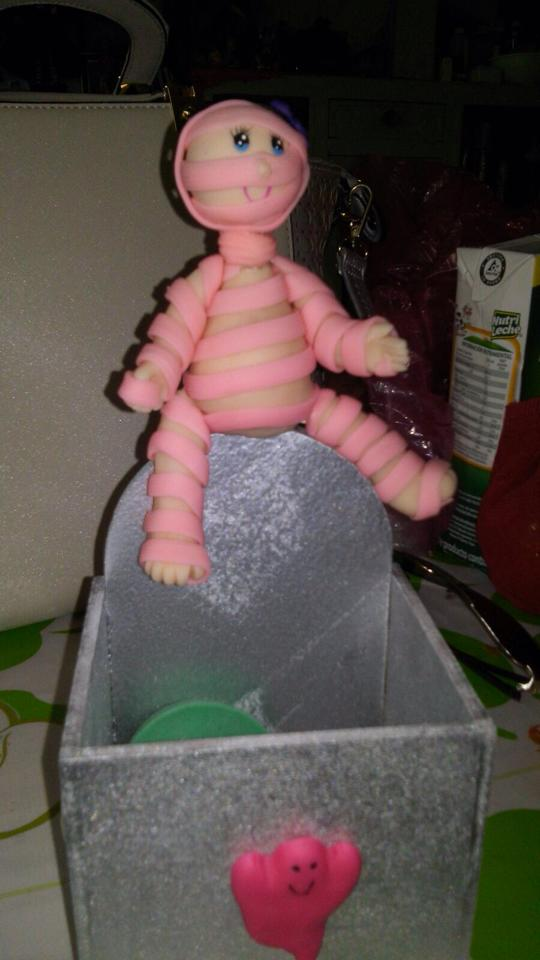
Ejemplo de migajón escultórico

## Migajón escultórico
El migajón escultórico tiene que ver con la creación de pequeñas esculturas de personas, animales, criaturas fantásticas, seres sobrenaturales, entre otros, hechas de una forma caricaturesca.

## Materia prima
Para la elaboración de la masa moldeable se tienen como materia prima lo siguiente:
- Formol
- Glicerina
- Crema (la cual debe ser blanca, ya que si se utiliza por ejemplo de color rosa la masa quedará de ese color)
- Fécula de maíz
- Pegamento artesanal

## Método de preparación
Existen dos formas distintas para la preparación de la masa, una conlleva la utilización de fuego y la otra no. Por lo tanto, dependiendo del método de preparación se utilizará la materia prima mencionada anteriormente.

### Con fuego

#### Materiales
El primer método tiene como materia prima los siguientes materiales en las siguientes porciones:
- 1 cucharada de formol
- 1 cucharada de glicerina
- 1/4 de taza de pegamento artesanal
- 1 taza de fécula de maíz
- 1 cucharada de Crema

#### Pasos
1. Dichos materiales con sus correspondientes proporciones se pondrán en un recipiente.
2. Posteriormente se mezclarán hasta crear una mezcla homogénea.
3. Una vez ya mezclados, se calienta una sartén de teflón limpio a un fuego bajo por alrededor de 2 minutos.
4. Después se vacía el recipiente con la mezcla en la sartén y se mueve constantemente para evitar que se pegue.
5. Cuando la mezcla pasa de un estado líquido a uno sólido se apaga la sartén y se espera hasta que la masa se enfrié.
6. Luego, con ayuda de las manos (limpias y sin anillos) se comienza a amasar la pasta.
7. Después de amasarla cierto tiempo se observará que la pasta va quedando más maleable y quiere decir que ya está lista.
8. Finalmente se guarda en una bolsa de plástico previamente embarrada de crema para que la pasta o masa no se pegue.

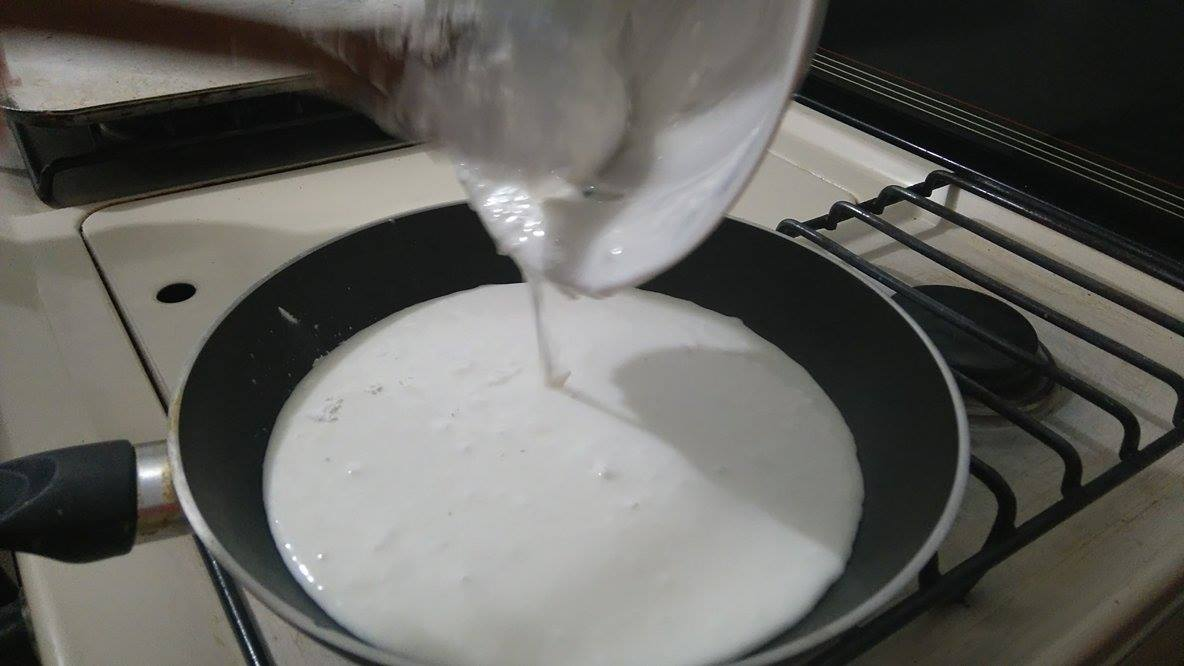
Pasta flexible

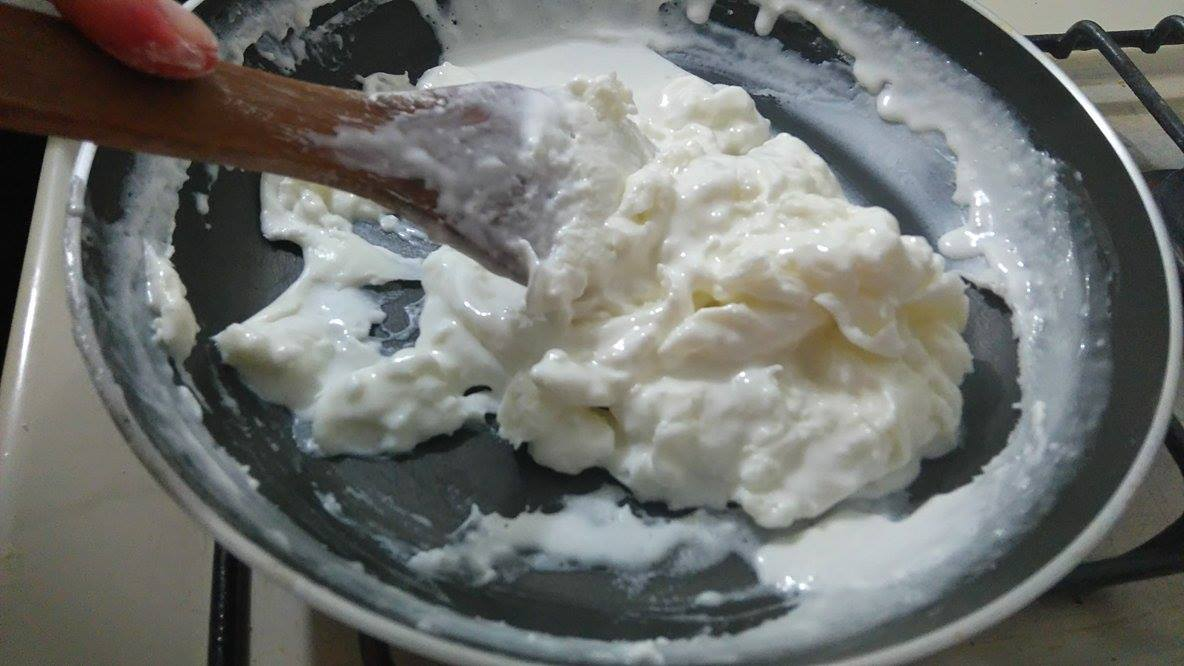
Pasta flexible

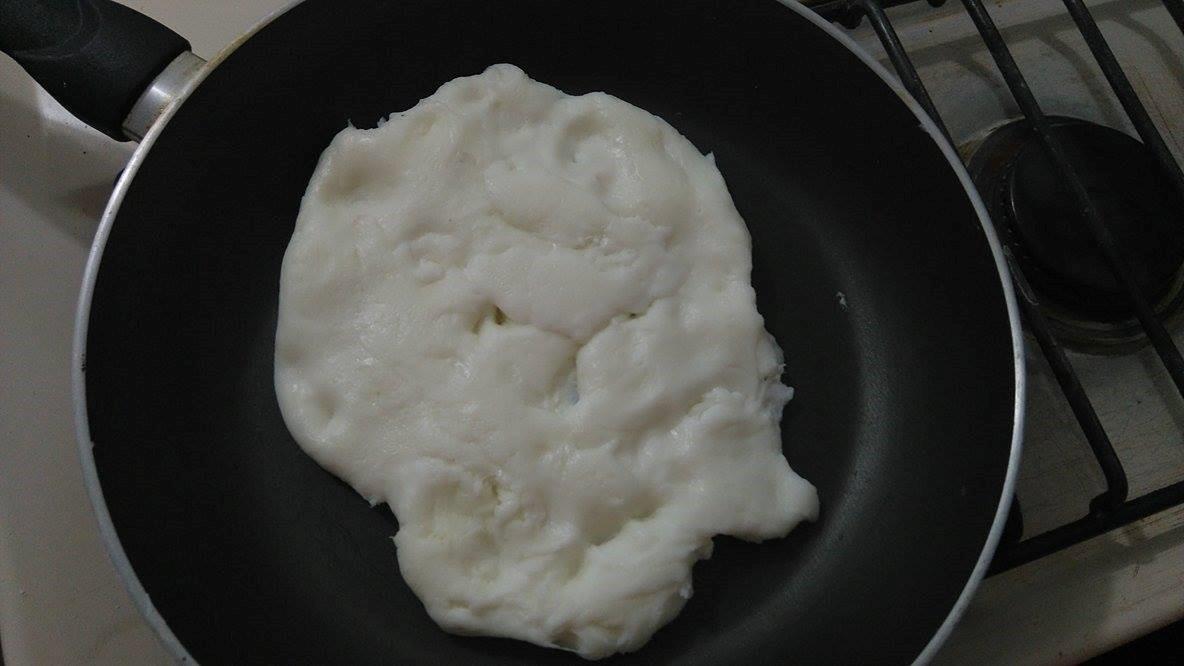
Pasta flexible

### Sin fuego

#### Materiales
El segundo método tiene como materia prima los siguientes materiales en las siguientes proporciones:
- 1 taza de fécula de maíz.
- 3/4 de taza de pegamento blanco
- 2 cucharadas de glicerina

#### Pasos
1. En un recipiente se ponen los materiales mencionados con sus correspondientes proporciones.
2. Luego, con ayuda de una cuchara, se revuelve hasta que sea difícil hacerlo.
3. Cuando sucede lo anterior, con ayuda de las manos (limpias y sin anillos) se comienza a amasar la mezcla.
4. Después de amasar por cierto tiempo se notará como va quedando una masa cada vez más moldeable y elástica. Esto significa que la masa ya está lista.
5. Finalmente se guarda en una bolsa de plástico previamente embarrada de crema para que la pasta o masa no se pegue.

## Herramientas
El migajón artesanal cuenta con una gran serie de herramientas, de las cuales cabe destacar las siguientes:

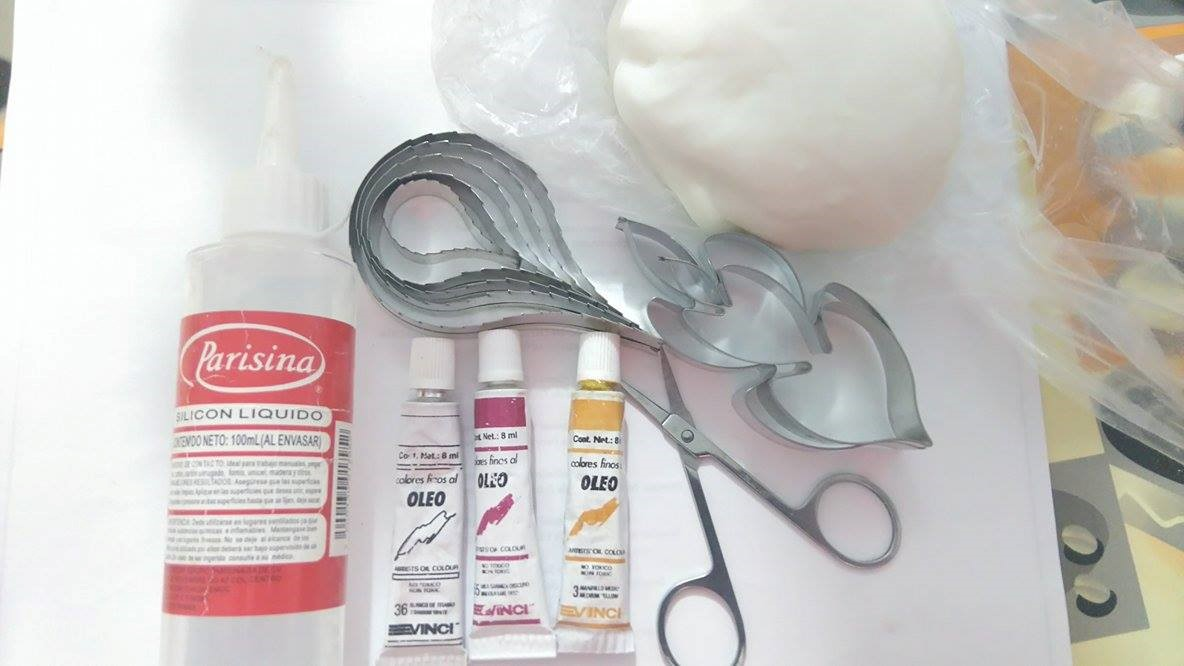
Herramientas para trabajar el migajón artístico

- Cortadores de hojas y flores de distintos tamaños (metálicos o de plástico)
- Marcadores de hojas y flores de distintos tamaños
- Pinturas de óleo
- Pintura acrílica
- Tijeras de punta fina
- Duya con discos de diferentes formas
- Rodillo (normal o texturizado)
- Palitos de madera
- Marcadores de tinta indeleble
- Pinceles de diferentes tamaños
- Cutter
- Resistol blanco o silicón frío
- Plumones de tinta indeleble
- Acocadores